# Zauía de Sidi Abd el-Aziz
La Zauía de Sidi Abd el-Aziz es una zauía situada en Marrakech. Está centrado alrededor de la tumba del ulema y valí sufí Sidi Abdelaziz Tebbâa, que murió en la ciudad en 1508. Éste es considerado uno de los siete santos de Marrakech, y su tumba era una parada destacada para los peregrinos a Marrakech. La zauía está situada en la Rue Mouassine ("Calle Mouasine"), en su intersección con la Rue Amesfah.
Sidi Abd el-Aziz fue el discípulo más importante del maestro sufí al-Jazuli, que murió en 1465 y cuyo mausoleo también se encuentra en Marrakech (después de que su cuerpo fuera trasladado allí por los saadíes en 1523-24). 
El complejo de la zauía presenta una mezcla de arquitectura saadí y posterior alauí. El mausoleo tomó forma por primera vez bajo el reinado de los saadíes a principios del siglo XVI. Según el historiador Gaston Deverdun, el edificio actual data en gran parte de la época de Mohammed III (gobernador de Marrakech después de 1746 y sultán de 1757 a 1790), responsable de la construcción y restauración de muchos monumentos de la ciudad.